# Trophée des Championnes 2019
Il Trophée des Championnes 2019 è stata la prima edizione della Supercoppa di Francia per squadre di calcio femminile. Si è svolta il 21 settembre 2019 allo Stadio di Roudourou di Guingamp e ha visto sfidarsi tra l'Olympique Lione, vincitore della Division 1 Féminine 2018-2019, e il Paris Saint-Germain, secondo classificato in campionato, poiché l'Olympique Lione aveva vinto anche la Coppa di Francia 2018-2019.
Il trofeo è stato vinto dell'Olympique Lione dopo i tiri di rigore, coi tempi regolamentari che si erano chiusi in parità sull'1-1 grazie alle reti di Amel Majri per le lionesi e di Nadia Nadim per le parigine.

## Partecipanti
| Squadre             | Qualificazione                                                                             |
| ------------------- | ------------------------------------------------------------------------------------------ |
| Olympique Lione     | Vincitore della Division 1 Féminine 2018-2019 e vincitore della Coppa di Francia 2018-2019 |
| Paris Saint-Germain | Secondo classificato in Division 1 Féminine 2018-2019                                      |

## Tabellino
| Arbitro: | Marie-Soleil Beaudoin |

|                                              |                      |                                   |
| Majri 31’                                    | Marcatori            | 43’ Nadim                         |
| Majri Mbock Bathy Le Sommer Hegerberg Renard | Tiri di rigore 4 – 3 | Katoto Däbritz Diani Dudek Geyoro |

| Olympique Lione | Paris Saint-Germain |

| P                | 16 | Sarah Bouhaddi      |  |     |
| D                | 2  | Lucy Bronze         |  |     |
| D                | 29 | Griedge Mbock Bathy |  |     |
| D                | 3  | Wendie Renard (c)   |  |     |
| D                | 15 | Alex Greenwood      |  |     |
| C                | 5  | Saki Kumagai        |  | 63’ |
| C                | 6  | Amandine Henry      |  |     |
| C                | 10 | Dzsenifer Marozsán  |  |     |
| A                | 9  | Eugénie Le Sommer   |  |     |
| A                | 14 | Ada Hegerberg       |  |     |
| A                | 7  | Amel Majri          |  |     |
| A disposizione:  |    |                     |  |     |
| P                | 1  | Lisa Weiß           |  |     |
| D                | 4  | Selma Bacha         |  |     |
| D                | 21 | Kadeisha Buchanan   |  |     |
| C                | 8  | Isobel Christiansen |  |     |
| A                | 17 | Nikita Parris       |  |     |
| A                | 20 | Delphine Cascarino  |  | 63’ |
| A                | 23 | Janice Cayman       |  |     |
| Allenatore:      |    |                     |  |     |
| Jean-Luc Vasseur |    |                     |  |     |

| P                 | 16 | Christiane Endler       |       |     |
| D                 | 2  | Hanna Glas              |       | 83’ |
| D                 | 14 | Irene Paredes (c)       |       |     |
| D                 | 4  | Paulina Dudek           |       |     |
| D                 | 20 | Perle Morroni           | 90+4’ |     |
| C                 | 8  | Grace Geyoro            |       |     |
| C                 | 24 | Formiga                 |       |     |
| C                 | 13 | Sara Däbritz            |       |     |
| A                 | 11 | Kadidiatou Diani        |       |     |
| A                 | 9  | Marie-Antoinette Katoto |       |     |
| A                 | 10 | Nadia Nadim             | 27’   | 59’ |
| A disposizione:   |    |                         |       |     |
| P                 | 1  | Katarzyna Kiedrzynek    |       |     |
| D                 | 5  | Alana Cook              |       |     |
| D                 | 12 | Ashley Lawrence         |       | 83’ |
| C                 | 7  | Aminata Diallo          |       |     |
| C                 | 21 | Sandy Baltimore         |       |     |
| A                 | 15 | Karina Sævik            |       |     |
| A                 | 23 | Jordyn Huitema          |       | 59’ |
| Allenatore:       |    |                         |       |     |
| Olivier Echouafni |    |                         |       |     |